# Миллер, Барри
Барри Миллер (англ. Barry Miller; 25 декабря 1864, Барнуэлл, Южная Каролина — 20 июня 1933, Миллермор, Техас) — американский политик, 28-й вице-губернатор Техаса.

## Биография
Барри Миллер родился 25 декабря 1864 года около Барнуэлла, Южная Каролина, в семье Томаса Джонсона Миллера и Рэйчел Барри. Он провёл своё детство в Вашингтоне, где некоторое время работал мальчиком-слугой в Сенате США и рассыльным в газете The Washington Post.
В 1882 году Миллер переехал в Техас и в 19 лет начал заниматься адвокатской практикой в Далласе. В 1885 году он женился на Минни Миллер, дочери Уильяма Б. Миллера. Их дом был известен как Миллермор (англ. Millermore).
В 1899 году Миллер был избран в Сенат Техаса, где служил четыре срока, а также временно был председателем 27-го законодательного собрания. На трёх выборах он был руководителем избирательной кампании Чарльза Калберсона. В 1911 году Миллер был назначен судьёй уголовного суда округа Даллас, и переизбирался на этот срок в течение четырёх лет.
С 1916 по 1922 год Миллер был членом Палаты представителей Техаса. В 1924, 1926 и 1928 годах он избирался вице-губернатором штата. В 1930 году Миллер был кандидатом на пост губернатора, но не был номинирован от Демократической партии.
Миллер умер в Миллерморе 20 июня 1933 года.